# Brita Gustavsdotter
Brita Gustavsdotter, född 1778, död 1826, var en svensk visionär. Hon tillhörde den väckelsevåg som uppkom i Sverige vid 1800-talets början och som hade flera kvinnliga profiler. 

## Biografi
Brita Gustavsdotter var gift med bonden Abraham Magnusson på gården Lönåsen i Bottnaryds socken. 1800 förlorade hon sin nyfödde son, och drabbades själv av lungsjukdom. 
År 1815 ska hon ha fått en uppenbarelse, där hon såg en änglaskara, följd av Kristus själv som förkunnade att han utvalt henne att förkunna sin lära och att hon skulle bli frisk, och så småningom få träffa sin son. Vidare berättade han att han gjort underverk med gårdens källa, som nu skulle ha förmågan att bota sjuka. Kristus var enligt hennes vision missnöjd med att vissa böndagar tagits bort och de ändringar som genomförts i katekesen och psalmboken. Vidare skulle Brita Gustavsdotter bekämpa kusinäktenskap, potatisbrännvin och koppympning. 
1818 lät hon efter diktamen trycka en broschyr om sitt budskap. Där beskrevs även hur källan skulle skötas: ingen vidskepelse eller något offrande fick förekomma där, och ingen dans, lek eller handel fick heller förekomma vid källan.
Källan blev snabbt mycket välbesökt. Från etablerat håll kom dock mycket kritik, bland annat utgav en kyrkoherde i Dalsland, Sven Wigelius, flera motskrifter mot källan, jämte ett intyg från Jöns Jacob Berzelius på att det inte fanns något anmärkningsvärt med vattnet i källan. Det förekom även motsatsen, Lars Segerman, en kvartersmästare med skador från Gustav III:s ryska krig lät i en skrift 1820 intyga hur han botats från värk i sina skador efter ett besök vid källan. Under hela 1800-talet förekom besök vid källan.
Idag har vattnet sinat men i en av Lönås gårds flygelbyggnader finns ännu en mängd kryckor som lämnats kvar av personer som tillfrisknat efter att ha druckit ur källan.